# Wafaa Chaalal
Wafaa Chaalal (arabe : وفاء شعلال), née le 15 février 1980 à Sougueur, est une femme politique algérienne.

## Biographie
Wafaa Chaalal, membre du Rassemblement national démocratique, est élue députée de la wilaya de Tiaret à l'Assemblée populaire nationale lors des élections législatives algériennes de 2017. 
Elle est ministre de la Culture et des Arts au sein du gouvernement Benabderrahmane de juillet 2021 à février 2022,.